# آلوموهیدروکلسیت
آلوموهیدروکلسیت (به انگلیسی: Alumohydrocalcite) با فرمول شیمیایی CaAl2[(OH)4-(CO3)2]. 3H2O از مجموعه کانی هاست و نامش از ترکیب شیمیایی آن گرفته شده‌است. در اسیدها و در آب گرم محلول است. ٪ CaO:17.63% Al2O3:32.05% CO2:27.67% H2O:۲۲٫۶۵ با انکلوزیون‌های Cr برای اولین بار در چک اسلواکی کشف شد و از نظر شکل بلور: رشته‌ای - آسیکولار، رنگ: سفید - سفید متمایل به آبی بنفش-زردروشن، شفافیت: نیمه شفاف، جلا: شیشه ای، رخ: کامل- مطابق با و در رده‌بندی کربنات است و منشأ تشکیل آن ثانوی است.
همایند کانی‌شناسی (پارانژ) آن کلسیت - داوسونیت - واولیت -آرتینیت- آلوفان- لیمونیت و غیره است
، از نظر ژیزمان بلوری - آگرگاتهای رشته‌ای و اسفرولیتی تقریباْ کمیاب است و بیشتر در در روسیه، چک اسلواکی و آلمان یافت می‌شود.